# Mick Price
Mick Price (* 2. Juni 1966 in Nuneaton) ist ein englischer Snookerspieler, der zwischen 1988 und 2001 dreizehn Saisons als Profispieler verbrachte und in dieser Zeit Rang 21 der Weltrangliste erreichte. Bekannt wurde er als Gegner Ronnie O’Sullivans bei dessen Maximum Break im Rahmen der Snookerweltmeisterschaft 1997, das das schnellste Maximum Break der Geschichte wurde.

## Karriere
Schon als Amateurspieler versuchte Price, sich Mitte der 1980er-Jahre als Profispieler zu qualifizieren, als er an mehreren Qualifikationsevents teilnahm und dabei zwei Mal das Viertelfinale erreichte. Schließlich wurde er 1988 im Alter von 22 Jahren Profispieler.

### Erste Profijahre
Während seiner ersten Profisaison schaffte es Price, dessen Spitzname The Postman auf einer Ähnlichkeit mit der Animationsfigur Postbote Pat beruht, allerdings nicht, bei sechs Turnieren wie der UK Championship und der Snookerweltmeisterschaft die Qualifikation zu überstehen. Neben einer Teilnahme an der Runde der letzten 48 beim dritten WPBSA-Non-Ranking-Event, einer Teilnahme an der Runde der letzten 32 beim zweiten Event derselben Turnierserie sowie einer Achtelfinalteilnahme bei der English Professional Championship erreichte er somit lediglich bei den International Open sowie beim Canadian Masters mit der Runde der letzten 64 die erste Hauptrunde, bei der er jedoch sich Steve Longworth und Doug Mountjoy geschlagen geben musste. Auf der Weltrangliste wurde er somit auf Rang 90 geführt.
Auch in der nächsten Saison schied Price erneut bei sechs Turnieren in der Qualifikation aus, beispielsweise aber bei der Snookerweltmeisterschaft erst in der finalen Qualifikationsrunde gegen Eddie Charlton. Erneut gelangen ihm mit einem Achtelfinaleinzug beim ersten und mit einer Halbfinalteilnahme im zweiten Event bei der WPBSA-Non-Ranking-Serie Achtungserfolge, während er sowohl bei den Hong Kong Open als auch bei den Asian Open sowie bei der UK Championship die Runde der letzten 64 erreichte. Schließlich gelangen ihm bei den European Open Siege über Ian Brumby, Gary Wilkinson und Cliff Thorburn, sodass er erst in der Runde der letzten 32 – auch hier gegen den dreifachen vormaligen Vize-Weltmeister Eddie Charlton – ausschied. Dennoch verbesserte er sich auf der Weltrangliste lediglich auf Rang 76.
Mit der Saison 1990/91 reduzierte Price seine Qualifikationsniederlagen auf vier, wobei er diesmal bei der Snookerweltmeisterschaft bereits in der vorletzten Qualifikationsrunde ausschied. Davon abgesehen war Price erneut bei Non-ranking-Events erfolgreich, als er beim International One Frame Shoot-out die Runde der letzten 32 und bei der Benson and Hedges Satellite Championship das Achtelfinale erreichte und dort gegen Cliff Wilson verlor. Derweil zog er bei den Asian Open, bei der UK Championship, beim Classic und bei den British Open in die Runde der letzten 64 ein und schied jeweils in dieser Runde aus, sodass hinsichtlich der Ranglistenturnieren ebenjene Runde Prices bestes Saisonergebnis darstellte. Auf der Weltrangliste verschlechterte er sich somit um sechs Ränge auf Platz 82.

### Aufstieg auf Rang 27
Auch wenn Price auch in der Saison 1991/92 bei vier Turnieren in der für ihn jeweils zweiten (Qualifikations)runde ausschied, verlief die Spielzeit für ihn deutlich erfolgreicher als die vorherigen Saisons. So schied er bei drei Ranglistenturnieren in der Runde der letzten 64 aus und qualifizierte sich unter anderem mit einem Sieg über Ex-Weltmeister Joe Johnson für die Hauptrunde der Snookerweltmeisterschaft im Crucible Theatre, wo er überraschend mit Dennis Taylor einen weiteren Ex-Weltmeister besiegte und erst im Achtelfinale sich mit 10:13 Alan McManus geschlagen geben musste, wobei er in der gleichen Runde auch bei den Asian Open – unter anderem nach einem Sieg über Jimmy White – ausschied. Seine besten Saisonergebnisse erzielte er jedoch jeweils bei den Strachan Open und bei den European Open, wo er unter anderem jeweils mit einem Sieg über Doug Mountjoy ins Viertelfinale vorstieß und sich dort mit 2:5 Ken Doherty beziehungsweise mit 4:5 Mark Johnston-Allen geschlagen geben musste. Somit konnte er sich auf der Weltrangliste rapide auf Rang 35 verbessern, womit er den Einstieg in die besten 32 Plätze nur knapp verpasste.
Zu Beginn der folgenden Spielzeit erreichte Price auch beim Dubai Classic das Viertelfinale, in welches er im weiteren Saisonverlauf auch beim zweiten und dritten Event der Strachan Challenge einzog. Neben zahlreichen frühen Niederlagen konnte Price dabei auch beim Grand Prix die Runde der letzten 64 sowie bei der Benson and Hedges Championship und bei den International Open die Runde der letzten 32 erreichen. Allerdings erreichte er bei den European Open mit Siegen über Dave Harold, Willie Thorne, Danny Fowler, Joe Johnson und Mark Johnston-Allen zum einzigen Male in seiner Karriere das Halbfinale eines Ranglistenturnieres, in dem er sich mit 3:6 dem Schotten und amtierenden Weltmeister Stephen Hendry geschlagen geben musste. Auf der Weltrangliste konnte er sich dadurch um acht Plätze auf Rang 27 verbessern und belegte somit erstmals einen Platz in den Top 32 der Weltrangliste, wodurch er sich in den folgenden Saisons für einen Großteil der Turniere nicht mehr qualifizieren musste.
Während der Saison 1993/94 verlor Price allerdings sechs Auftaktspiele, zum Teil auch in hohen Runden wie Runde der letzten 48, wo Price nun ins Turnier startete. Bei allen weiteren Turnieren erreichte Price konstant die Runde der letzten 32 und schied in dieser aus, sodass er auf der Weltrangliste seinen Rang 27 halten konnte.

### Letzte Jahre in den Top 32
Mit der Spielzeit 1994/95 konnte Price schließlich die Zahl seiner Auftaktniederlagen auf vier reduzieren, während er sowohl bei den European Open als auch bei den Thailand Open die Runde der letzten 32, bei der Benson and Hedges Championship und bei den Welsh Open das Achtelfinale sowie sowohl bei den International Open als auch bei den British Open jeweils das Viertelfinale erreichte. Durch diese Erfolge konnte sich Price auf der Weltrangliste um sechs Plätze auf Rang 21 verbessern, welcher für den Rest seiner Karriere seine beste Weltranglistenplatzierung blieb.
Allerdings konnte Price während der nächsten Saison seine Form nicht auf dem Niveau der vorherigen Saison halten und verlor insgesamt acht Auftaktspiele, darunter jene bei den ersten vier Turnieren der Saison. Bei den übrigen drei Turnieren – bei den German Open, bei den British Open und auch bei der Snookerweltmeisterschaft – erreichte er jeweils mit einem einzigen Sieg die Runde der letzten 32 und schied in dieser gegen Tony Drago, Dave Harold und Alan McManus aus. Auf der Weltrangliste stürzte er somit um elf Ränge auf Platz 32 ab, wodurch er sich nur knapp in den Top 32 halten konnte.
Auch wenn Price in der Saison 1996/97 immer noch fünf Auftaktspiele nicht gewinnen konnte, verbesserte sich seine Form leicht. Während er mit einem Halbfinaleinzug bei der Benson and Hedges Championship, einem Turnier ohne Einfluss auf die Weltrangliste, sein bestes Saisonergebnis erzielte, erreichte er bei insgesamt fünf Ranglistenturnieren, darunter die UK Championship und die Snookerweltmeisterschaft, die Runde der letzten 32 und schied in dieser aus. Bei der Snookerweltmeisterschaft hatte er sich mithilfe eines 10:9-Sieges über Jimmy Michie für die Hauptrunde qualifiziert und unterlag in dieser unverzüglich Ronnie O’Sullivan, auch weil dieser im 14. Frame der Partie in nur 5:08 Minuten das schnellste Maximum Break jemals spielte. Dennoch konnte er sich infolgedessen auf der Weltrangliste um einen Rang auf Platz 31 verbessern.

### Letzte Profijahre
Während der Saison 1997/98 konnte Price jedoch nur noch bei zwei Turnieren sein Auftaktspiel gewinnen, wobei er bei den British Open schließlich bereits schon in der Runde der letzten 32 ausschied. Lediglich beim Grand Prix erreichte er mit dem Viertelfinale eine höhere Runde, schied aber schließlich in dieser Runde durch einen Whitewash von Jimmy White aus. Auf der Weltrangliste verlor er zwei Plätze und rutschte damit nach fünf Jahren wieder aus den Top 32 heraus.
Auch in der folgenden Saison verlor Price schließlich zahlreiche Auftaktspiele, gewann aber immerhin eins mehr als in der vorherigen Saison. Allerdings schied dabei sowohl beim Thailand Masters als auch beim China International in der Runde der letzten 64 aus, womit eine Teilnahme an der Runde der letzten 48 der Irish Open Prices bestes Saisonergebnis wurden. Auf der Weltrangliste stürzte er somit um 24 Ränge auf Platz 57 ab.
Zwar konnte Price schließlich in der Saison 1999/2000 ein paar mehr Auftaktspiele gewinnen, doch bei keinem einzigen Turnier kam er über die Runde der letzten 64 heraus. Auch während der nächsten Saison war dies der Fall, sodass seine 3:10-Niederlage gegen Munraj Pal in der Qualifikation für die Snookerweltmeisterschaft Prices letzte Profipartie wurde, da er – abgestürzt auf Rang 83 der Weltrangliste – nach dreizehn Saisons seine Profikarriere beendete. Nachdem Price im Folgenden an mehreren Amateur- und Qualifikationsturnieren teilnahm, reduzierte er sein Auftreten als Snookerspieler auf eine lokale Ebene, während er begann, als Mathelehrer zu arbeiten.

## Erfolge
| Ausgang         | Jahr | Turnier                | Finalgegner   | Ergebnis |
| --------------- | ---- | ---------------------- | ------------- | -------- |
| Amateurturniere |      |                        |               |          |
| Sieger          | 1988 | Professional Play-offs | David Greaves | 10:4     |